# Donzenac
Donzenac (en francès Donzenac) és un municipi francès situat al departament de la Corresa i a la regió de la Nova Aquitània.

## Demografia
| 1962                                       | 1968  | 1975  | 1982  | 1990  | 1999  | 2007  |
| ------------------------------------------ | ----- | ----- | ----- | ----- | ----- | ----- |
| 2.059                                      | 1.884 | 1.795 | 1.908 | 2.050 | 2.143 | 2.387 |
| Des de 1962: població sense dobles comptes |       |       |       |       |       |       |

## Administració
| Període | Identitat    | Partit |
| ------- | ------------ | ------ |
| 2001-   | Yves Laporte | UMP    |

## Agermanaments
- Wolframs-Eschenbach
- Riche

## Fills il·lustres
- Antoine-Sébastien Lavialle de Masmorel (1781-1852), politic.